# Argostemma begoniaceum
Argostemma begoniaceum är en måreväxtart som beskrevs av Friedrich Anton Wilhelm Miquel. Argostemma begoniaceum ingår i släktet Argostemma och familjen måreväxter. Inga underarter finns listade i Catalogue of Life.